# Naturtourismus

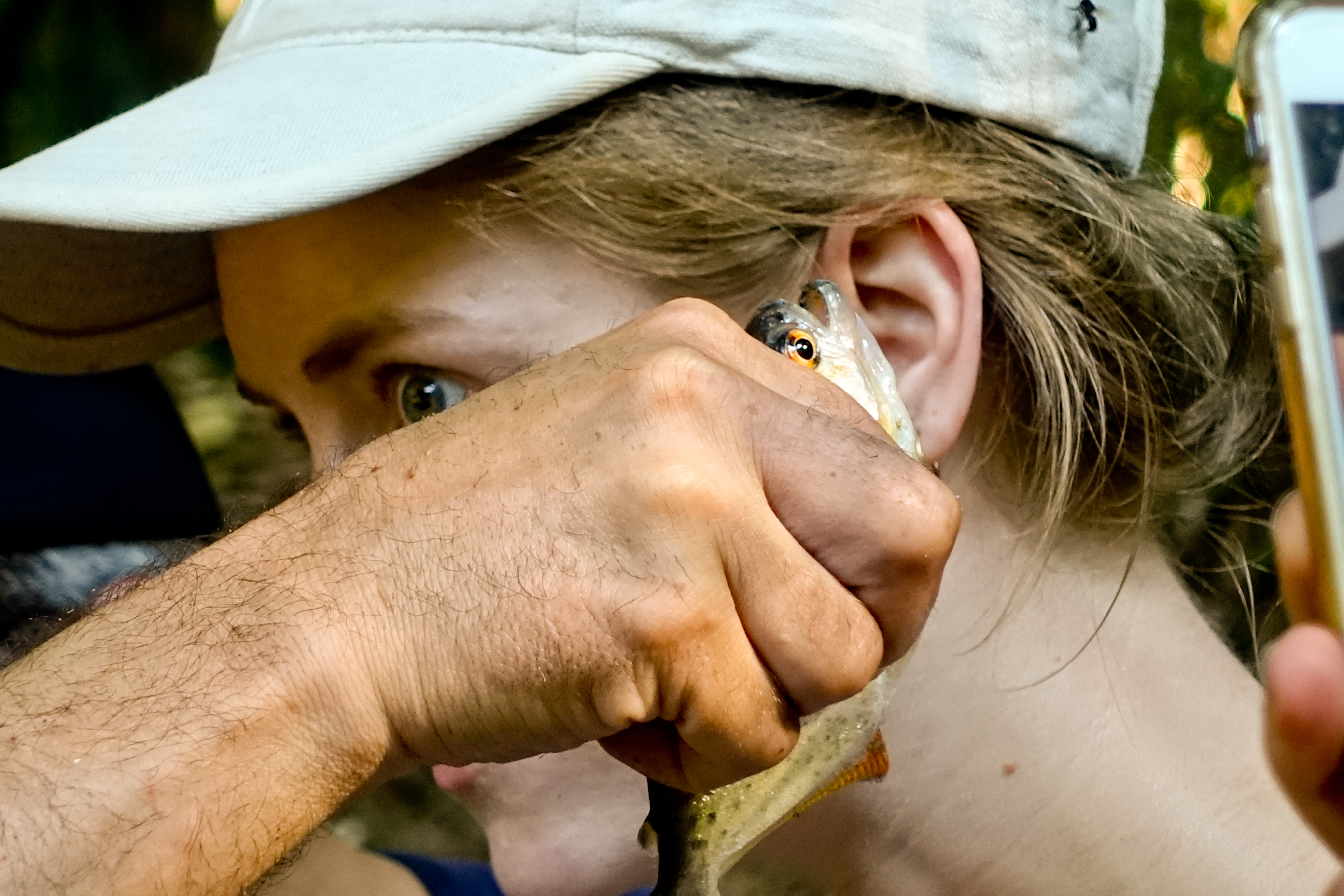
Naturtourismus arbeitet gern mit spektakulären Erlebnissen, um den Besuchern ein Naturgebiet näherzubringen. „Hörst du, dass Piranhas quietschen?“ – Führung im Wildtier-Reservat Cuyabeno, Ecuador

Naturtourismus ist ein spezielles Nachfragesegment des Tourismus, welches sich dadurch auszeichnet, dass naturbezogene Aktivitäten wie beispielsweise Wandern, Trekking, Radfahren, Klettern, Jagen, Natur beobachten oder Natur genießen ausgeübt werden. Dazu werden  ästhetisch attraktive, symbolisch bedeutungsvolle und/oder physisch herausfordernde Natur- und Kulturlandschaften oder Tierhabitate aufgesucht.
Naturtourismus ist im großen Maßstab besonders in Nationalparks und ähnlichen Großschutzgebieten anzutreffen. Hier spielt er bisweilen eine wichtige Rolle für die Akzeptanz, Finanzierung und letztlich für die Erhaltung der Gebiete, obwohl negative Wirkungen auf die ökologischen Zusammenhänge (sowie soziokulturelle, sofern indigene Völker mit einbezogen werden) kaum vermeidbar sind. Beim sogenannten Öko- oder sanftem Tourismus wird versucht, diese Auswirkungen so weit wie möglich zu minimieren. Dies gilt etwa für in Europa für die zertifizierten Wildnisgebiete der European Wilderness Society.

## Abgrenzung „Naturtourismus“ von „Ökotourismus“

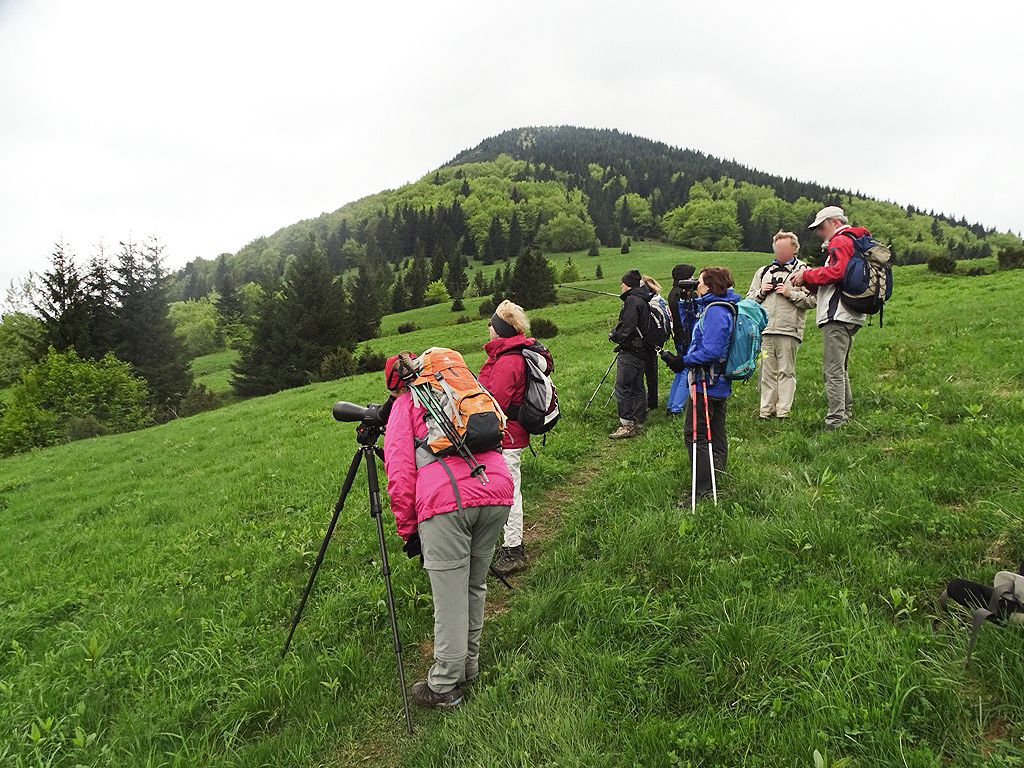
Eine Bärensafari in den Karpaten ist eher kein Ökotourismus: Das Naturerlebnis steht zwar im Mittelpunkt, die Anreise erfolgt jedoch unorganisiert und damit zumeist per PKW.

Naturtourismus wird oftmals mit Ökotourismus gleichgesetzt. Begrifflich differenzierter ist es, Ökotourismus als diejenige Form von Naturtourismus zu definieren, in der es um ökologisch nachhaltiges, umweltfreundliches Reisen geht.

## Motivationen des Naturtourismus
So vielfältig wie seine Ausprägungen sind die Motivationen für Naturtourismus. Diese reichen vom Interesse an ästhetischen Naturerfahrungen und an der Beobachtung von Tieren und Pflanzen über die Suche nach emotionaler Geborgenheit in 'heimatlichen' Kulturlandschaften und die Sehnsucht nach Wildnis als Gegen- oder Kontrastwelt bis zum Aufsuchen von Natur als Ort der Selbstüberwindung und Selbstinszenierung.